# Fluxmeter
Fluxmeter sind Messgeräte zur Bestimmung des magnetischen Flusses Φ.
Magnetische Messverfahren lassen sich unterscheiden in
- Induktionsmethoden,
- Kraftmethoden und
- indirekte Methoden.

Fluxmeter wenden hierbei Induktionsmethoden an und beruhen auf dem Grundgesetz der elektromagnetischen Induktion.

## Funktionsprinzip
Die zeitliche Änderung des magnetischen Flusses Φ, der von einer Messspule umfasst wird, induziert eine Messspannung; das Integral dieser Spannung über der Zeit ergibt die Änderung des magnetischen Flusses.
Eine Flussänderung wird bewirkt
- durch Einbringen einer magnetisierten Probe in die Messspule
- durch Entfernen einer magnetisierten Probe aus der Messspule
- durch Aufmagnetisieren einer nicht magnetisierten Probe in der Messspule
- durch Ummagnetisieren einer magnetisierten Probe in der Messspule

## Verfahren
Fluxmeter können ausgeführt sein als
- elektronische Integratoren
- ballistische Galvanometer
- Kriechgalvanometer (Drehspulfluxmeter)

## Verwandte Messgrößen
Durch die Messung des magnetischen Flusses Φ lassen sich auch folgende verwandte Größen ermitteln:
- Magnetische Flussdichte B
- Magnetische Feldstärke H
- Magnetische Polarisation J
- Magnetisches Moment m
- Magnetische Permeabilität μ